# Hexatoma coheri
Hexatoma coheri är en tvåvingeart som beskrevs av Alexander 1957. Hexatoma coheri ingår i släktet Hexatoma och familjen småharkrankar.
Artens utbredningsområde är Nepal. Inga underarter finns listade i Catalogue of Life.